# Choerophryne murrita
Choerophryne murrita es una especie de anfibios de la familia Microhylidae.

## Distribución geográfica
Es endémica de Papúa Nueva Guinea.